# Cormicy
Cormicy és un municipi francès, situat al departament del Marne i a la regió del Gran Est. L'any 2007 tenia 1.363 habitants.

## Demografia

### Població
El 2007 la població de fet de Cormicy era de 1.363 persones. Hi havia 483 famílies, de les quals 70 eren unipersonals (31 homes vivint sols i 39 dones vivint soles), 167 parelles sense fills, 234 parelles amb fills i 12 famílies monoparentals amb fills.
La població ha evolucionat segons el següent gràfic:
Habitants censats

### Habitatges
El 2007 hi havia 531 habitatges, 491 eren l'habitatge principal de la família, 7 eren segones residències i 33 estaven desocupats. 522 eren cases i 8 eren apartaments. Dels 491 habitatges principals, 385 estaven ocupats pels seus propietaris, 95 estaven llogats i ocupats pels llogaters i 10 estaven cedits a títol gratuït; 3 tenien una cambra, 11 en tenien dues, 53 en tenien tres, 117 en tenien quatre i 308 en tenien cinc o més. 408 habitatges disposaven pel capbaix d'una plaça de pàrquing. A 175 habitatges hi havia un automòbil i a 284 n'hi havia dos o més.

### Piràmide de població
La piràmide de població per edats i sexe el 2009 era:
| Homes | Edats   | Dones |
| ----- | ------- | ----- |
| 0     | 95 o +  | 0     |
| 0     | 90 a 94 | 0     |
| 4     | 85 a 89 | 12    |
| 8     | 80 a 84 | 16    |
| 16    | 75 a 79 | 16    |
| 16    | 70 a 74 | 40    |
| 8     | 65 a 69 | 16    |
| 32    | 60 a 64 | 16    |
| 24    | 55 a 59 | 12    |
| 36    | 50 a 54 | 44    |
| 32    | 45 a 49 | 48    |
| 40    | 40 a 44 | 32    |
| 52    | 35 a 39 | 40    |
| 44    | 30 a 34 | 44    |
| 28    | 25 a 29 | 28    |
| 16    | 20 a 24 | 12    |
| 52    | 15 a 19 | 32    |
| 36    | 10 a 14 | 28    |
| 36    | 5 a 9   | 48    |
| 40    | 0 a 4   | 28    |

## Economia
El 2007 la població en edat de treballar era de 870 persones, 678 eren actives i 192 eren inactives. De les 678 persones actives 638 estaven ocupades (342 homes i 296 dones) i 41 estaven aturades (18 homes i 23 dones). De les 192 persones inactives 69 estaven jubilades, 68 estaven estudiant i 55 estaven classificades com a «altres inactius».

### Ingressos
El 2009 a Cormicy hi havia 513 unitats fiscals que integraven 1.447,5 persones, la mediana anual d'ingressos fiscals per persona era de 20.684 €.

### Activitats econòmiques
Dels 69 establiments que hi havia el 2007, 2 eren d'empreses extractives, 3 d'empreses alimentàries, 8 d'empreses de fabricació d'altres productes industrials, 11 d'empreses de construcció, 10 d'empreses de comerç i reparació d'automòbils, 1 d'una empresa de transport, 1 d'una empresa d'informació i comunicació, 2 d'empreses financeres, 6 d'empreses immobiliàries, 9 d'empreses de serveis, 9 d'entitats de l'administració pública i 7 d'empreses classificades com a «altres activitats de serveis».
Dels 20 establiments de servei als particulars que hi havia el 2009, 1 era una oficina de correu, 1 funerària, 2 tallers de reparació d'automòbils i de material agrícola, 3 paletes, 2 guixaires pintors, 1 fusteria, 1 lampisteria, 2 empreses de construcció, 3 perruqueries, 2 agències immobiliàries i 2 salons de bellesa.
Dels 7 establiments comercials que hi havia el 2009, 1 era una gran superfície de material de bricolatge, 2 botiges de menys de 120 m², 2 fleques, 1 una peixateria i 1 una botiga d'electrodomèstics.
L'any 2000 a Cormicy hi havia 37 explotacions agrícoles que ocupaven un total de 1.378 hectàrees.

## Equipaments sanitaris i escolars
L'únic equipament sanitari que hi havia el 2009 era una farmàcia.
El 2009 hi havia 1 escola maternal i 1 escola elemental integrada dins d'un grup escolar amb les comunes properes formant una escola dispersa.

## Poblacions properes
El següent diagrama mostra les poblacions més properes.